# ایمان مدرن

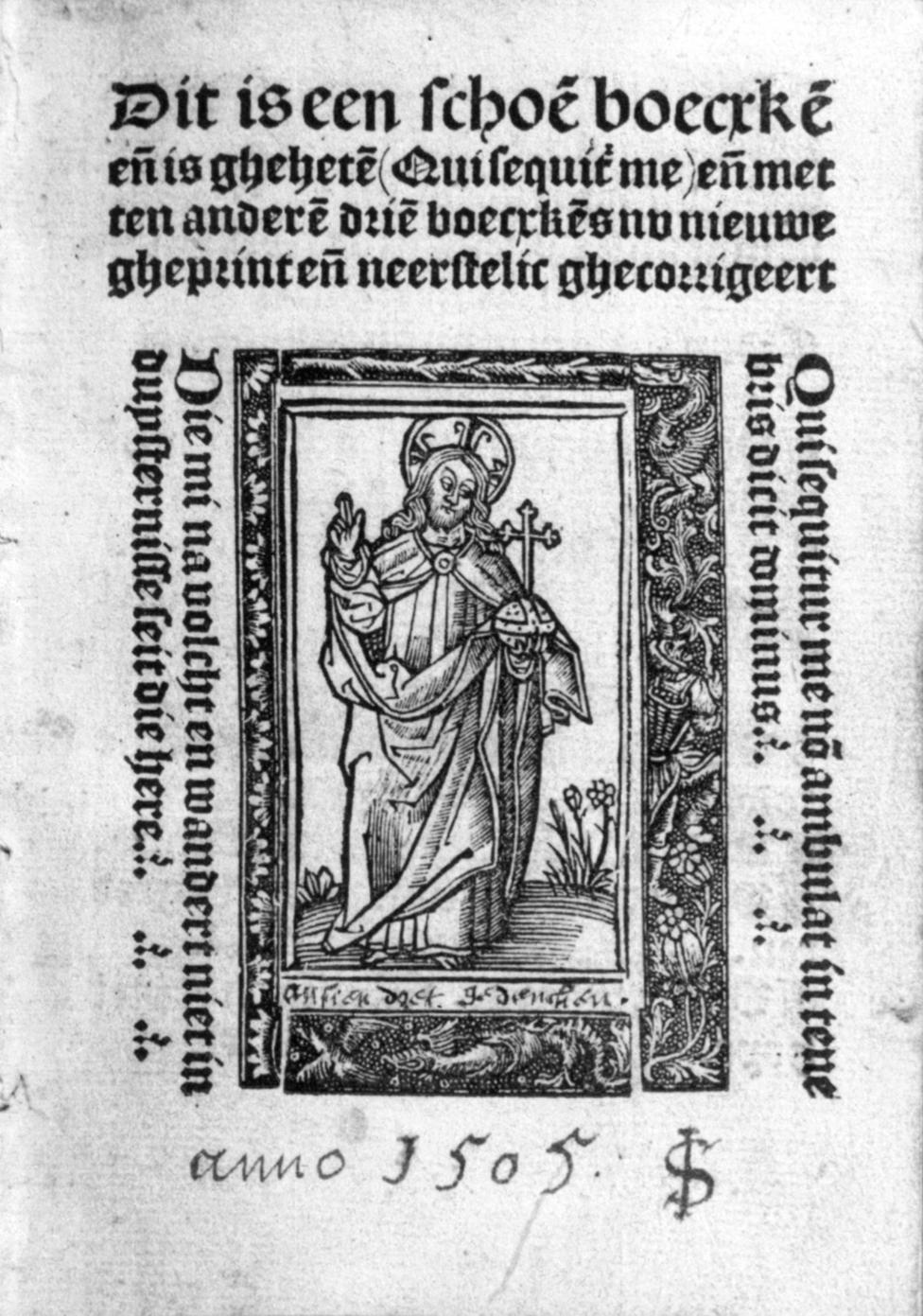
توماس ون کمپن، تقلید از مسیح، صفحه عنوان. آنتورپ، ۱۵۰۵. حکاکی روی چوب. اوترخت، صومعه موزه کاتاریجن.

ایمان مدرن (به انگلیسی: Devotio Moderna)، جنبشی برای اصلاح مذهبی بود، و خواهان تجدید دین از راه کشف مجدد اعمال اصیل پارسایی مانند فروتنی، اطاعت و ساده زیستی بود. این جنبش در اواخر قرن چهاردهم، عمدتاً از طریق کار جرارد گروت و در کشورهای جنوب اروپا و آلمان در قرن پانزدهم رونق یافت، اما با اصلاحات پروتستان به پایان رسید. امروزه بیشتر از طریق تأثیر آن بر توماس à کمپیس، نویسنده کتاب تقلید از مسیح، کتابی شناخته شده است که در سده‌های گذشته بسیار تأثیرگذار بوده است.